# 신치토세 공항역
신치토세쿠코역 또는 신치토세 공항역(일본어: 新千歳空港駅,しんちとせくうこうえき 신치토세쿠우코오에키[*], 영어: New Chitose Airport Station)은 일본 홋카이도 지토세시 비비에 위치한 홋카이도여객철도(JR 홋카이도) 지토세 선의 철도역이다.
역 번호는 AP15로, JR 홋카이도에서 역 번호 알파벳으로 유일하게 “AP”를 사용하는 역이며, 동시에 역 번호에 알파벳이 두 글자 들어가는 유일한 역이다. 전보 약호는 “シセ”(시세)이다. 사무관 코드는 ▲131431이다.

## 개요
일본 최북단이자 최동단의 공항역으로, 별도의 역사 없이 신치토세 공항 국내선 여객 터미널 지하에 직결되어 있다. 2014년에 가이쿄 선(쓰가루 해협선) 요시오카카이테이(해저) 역, 닷피카이테이(해저) 역이 폐역되면서, JR 홋카이도의 유일한 지하역이 되었다. 또한 이 역은 삿포로 시영 지하철 도자이 선 신삿포로역보다 동쪽에 위치하여, 일본 최동단의 지하역이기도 하다. 이용객은 주로 홋카이도 밖에서 온 관광객이 많다.
이른 아침이나 심야 시간대에 보통열차가 발착할 때 이외에는 거의 모든 열차가 쾌속 “에어포트”이다.
이 역에 정차하는 모든 열차는 삿포로역 방향으로 가며, 그 역에 정차한다.
2016년 3월 26일 개정 다이어그램부터, 매일 8시 15분부터 20시 45분까지는 쾌속 “에어포트”만 15분 간격으로 운행하며, 1시간에 오타루 행 2편(매 시 정각, 30분 출발), 삿포로 행 2편(매 시 15분, 45분 출발)이 설정되어 있다. 2016년 3월 25일까지는, 이 역에서 삿포로 역을 거쳐 아사히카와역까지 가는 L특급 “슈퍼 카무이”도 운행하였으나, 현재는 폐지되었다.
이 역에서 삿포로 역까지는 약 37분이 소요되며, 도마코마이 • 히가시무로란 • 하코다테 방면 및 도마무 • 오비히로 • 구시로 방면은 미나미치토세역에서 환승해야 한다.
개업 당초에는 임시열차 등으로 기동차형 특급이 입선하기도 했었다.

## 역사
- 1985년: 신치토세 공항 변경 기본 계획이 제정되면서 연결 철도가 검토되었으나, 일본국유철도(국철)가 분할 민영화를 앞두고 난색을 표하며 노선 경로 등이 결정되지 않음.[신문 1]
- 1987년 11월 6일: JR 홋카이도가 치토세쿠코 역(현 미나미치토세 역) ~ 신치토세 공항 간 2.5 km의 사업 면허를 운수대신에 신청하여, 국철 분할 민영화 이후 JR 그룹 최초의 신선 건설 신청이 됨.[신문 1][신문 2]
- 1988년
  - 9월 26일: 치토세쿠코 역 ~ 신치토세 공항 간의 지선 공사를 착공함.[신문 3]
  - 10월: 건설비 절감을 위해 지하 지선 건설을 실드 공법에서 개착 공법으로 변경하고, 노선 바로 위의 2개의 연락 유도로는 1개씩 파내 공사하는 방법으로 항공기 운항을 유지함.[신문 1]
- 1991년 1월: 내관 디자인을 덴마크 국철과 공동 제작하여 결정함.[신문 4]
- 1992년
  - 3월 16일: 치토세쿠코 역 ~ 신치토세 공항 간의 지선 운임에 140엔의 가산 운임을 운수성에 신청하고, 신치토세 공항 터미널의 새 역의 이름을 “신치토세쿠코 역”(新千歳空港駅)으로 결정함.[신문 5]
  - 3월 25일: 운수부 운수심의회가 신치토세쿠코 역 지선의 가산 운임을 승인함.[신문 6]
  - 7월 1일: 신치토세 공항 터미널 건물 공용 개시에 맞추어 영업 개시. 동시에 치토세쿠코 역은 미나미치토세역으로 개칭함.[1]
- 1994년: 역과 역의 아트워크가 제5회 브루넬 상 장려상(Commendations)을 수상함.
- 1998년: 자동 개찰구를 도입함.
- 2005년
  - 6월 1일: 외국인 인포메이션 데스크를 개설함.[보도 1]
  - 10월 1일: 동일본여객철도(JR 동일본)의 나리타 공항역과 자매역을 체결함.[보도 2]
- 2007년 10월 1일: 역 넘버링을 실시함(AP15).[보도 3]
- 2008년 10월 25일: IC 카드 Kitaca의 사용을 개시함.[보도 4]
- 2009년 3월 14일: Kitaca, Suica의 상호 이용을 개시함.[보도 5]
- 2015년 6월: 승강장의 매점(키오스크)이 폐점함.
- 2018년
  - 3월 11일: 콩코스, 대합실의 매점(키오스크)이 폐점함.
  - 9월 4일: 미도리노마도구치와 외국인용 인포메이션 데스크의 리뉴얼이 완성됨.[신문 7]
  - 12월 26일: 역 구내 대규모 리뉴얼이 완성됨.[보도 6] 확장된 개찰구와 새로운 대합실의 사용이 개시됨.[보도 7]
- 2019년 5월 10일: 10월 1일의 운임 개정과 동시에 신치토세쿠코 지선의 가산 운임을 20엔으로 인하하겠다고 발표됨.[신문 8]

## 역 구조
종일 사원 배치역으로, 미도리노마도구치(6시 30분부터 22시 45분까지 영업), 자동권매기, 지정석권매기, 자동 개찰구가 설치되어 있다. 자동권매기는 도착 로비에서의 동선의 개찰구 좌우에 배치되어 있다. 화장실은 개찰구 안에 있다.
섬식 승강장 1면 2선의 구조를 갖추었으며, 6량까지 수용할 수 있다. 승강장에는 자동판매기가 설치되어 있다. 기존에 승강장에 있던 키오스크(매점)는 2015년 6월 말을 끝으로 휴지(休止)에 들어갔다.
새벽, 심야를 제외한 시간대에는 모든 열차가 당역시발의 쾌속 ‘에어포트’로, 이 역에서 오래 정차하기 때문에, 기본적으로 승객은 승강장에서 기다리지 않고 바로 승차할 수 있다. 따라서 승강장에는 벤치가 설치되어 있지 않다. 보통 오타루 행은 1번선을, 삿포로 행은 2번선을 사용한다.
국내선 출발 로비까지 도보로 약 6분이 소요된다. 출발객은 개찰구 정면 좌우의 에스컬레이터로 출발 로비로, 도착객은 양쪽의 콩코스에서 개찰구로 향하도록 통행 경로를 분리하고 있다. 국제선 이용객은 국내선 터미널 2층에서 터미널 간 연락 통로를 이용하여 국제선 터미널로 이동한다. 또한 본래는 국내선 도착 로비에 당역시발 열차, 미나미치토세역 환승 열차의 발차 안내 전광판이 설치되어 있어, 항공기에서 내리자마자 바로 열차의 발차 시각을 확인할 수 있게 하였으나, 2018년 12월 기준으로, 이영 안내를 표시하는 것으로 교체되었다.
역 내부 디자인은 개업 당초 1990년 10월부터 JR 홋카이도와 제휴 관계에 있었던 덴마크 국철(DSB)와의 공동 제작 제1호로, 통로 부분은 파란색을 기조로, 빨간색을 액센트 컬러로 한 화려한 배색을 적용하였고, 간접 조명과 다운 라이트를 활용하여 조도를 조정하였다.
그 후 2018년 4월부터는 급증하는 방일 외국인에 대응하기 위해, 대규모 리뉴얼에 착수하여, 역의 레이아웃의 대폭적인 재검토와 함께, “‘홋카이도답다’를 실감할 수 있는 디자인”(“北海道らしさ”を実感していただけるデザイン)을 컨셉트로 하여, 하얀색과 우드 그레인을 사용한 내관과 홋카이도의 풍경을 투영하는 영상 장치를 설치하여, 12월 26일에 리뉴얼 공사가 완료되었다. 개찰구를 확장하였으며, 대합실의 일부를 미도리노마도구치나 외국인 데스크로 변경하였고, 기존의 미도리노마도구치나 외국인 데스크의 일부를 대합실로 바꾸었으며, 일반 화장실을 개찰구 안으로 이설하고 기존의 자리에는 다목적 화장실을 설치하였다.

### 타는 곳
| 타는곳 | 노선       | 행선지                |
| ------ | ---------- | --------------------- |
| 1 ・ 2 | ■지토세 선 | 삿포로 ・ 오타루 방면 |

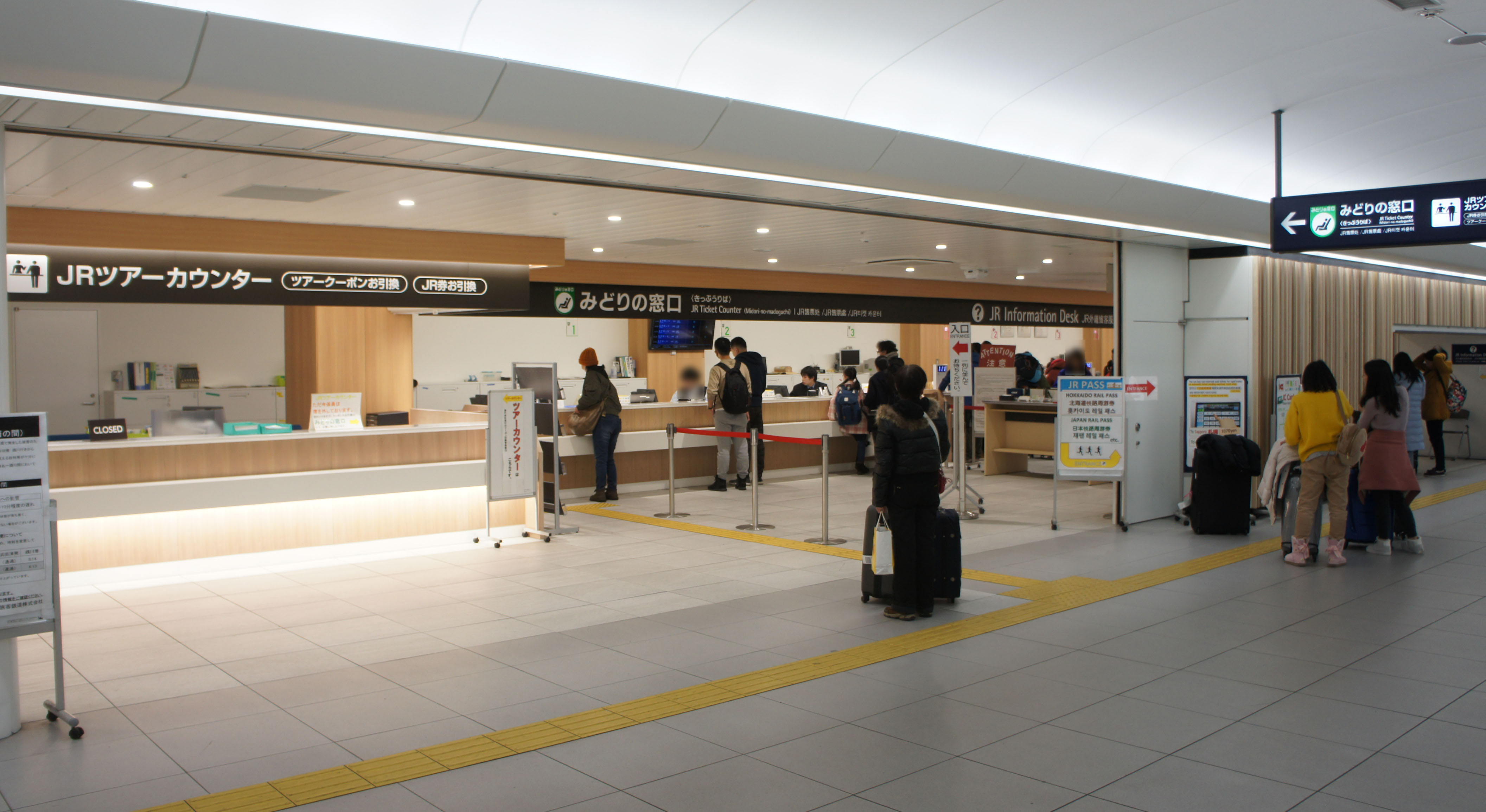
미도리노마도구치 (2018년 12월 촬영)
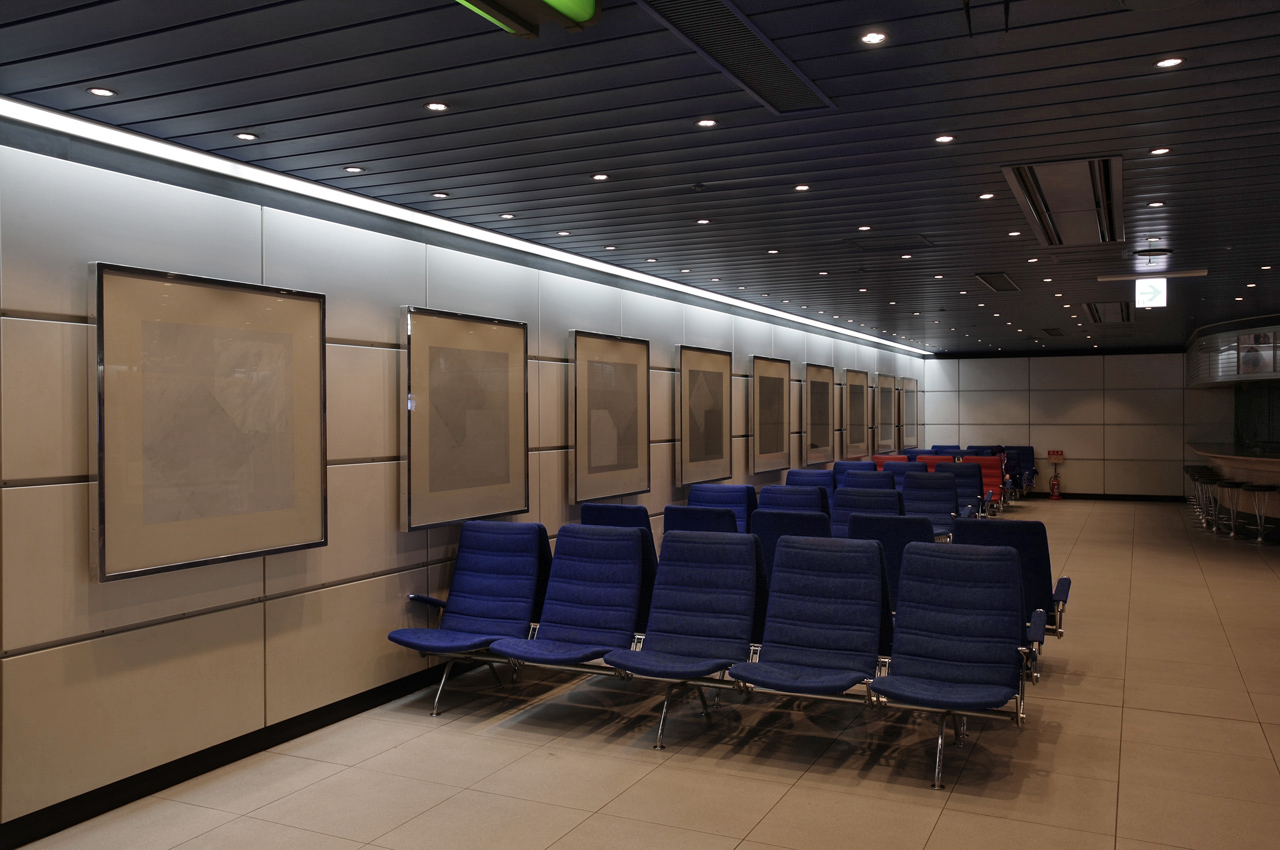
리뉴얼 전의 대합실의 조명과 의자 (2008년 7월 촬영)
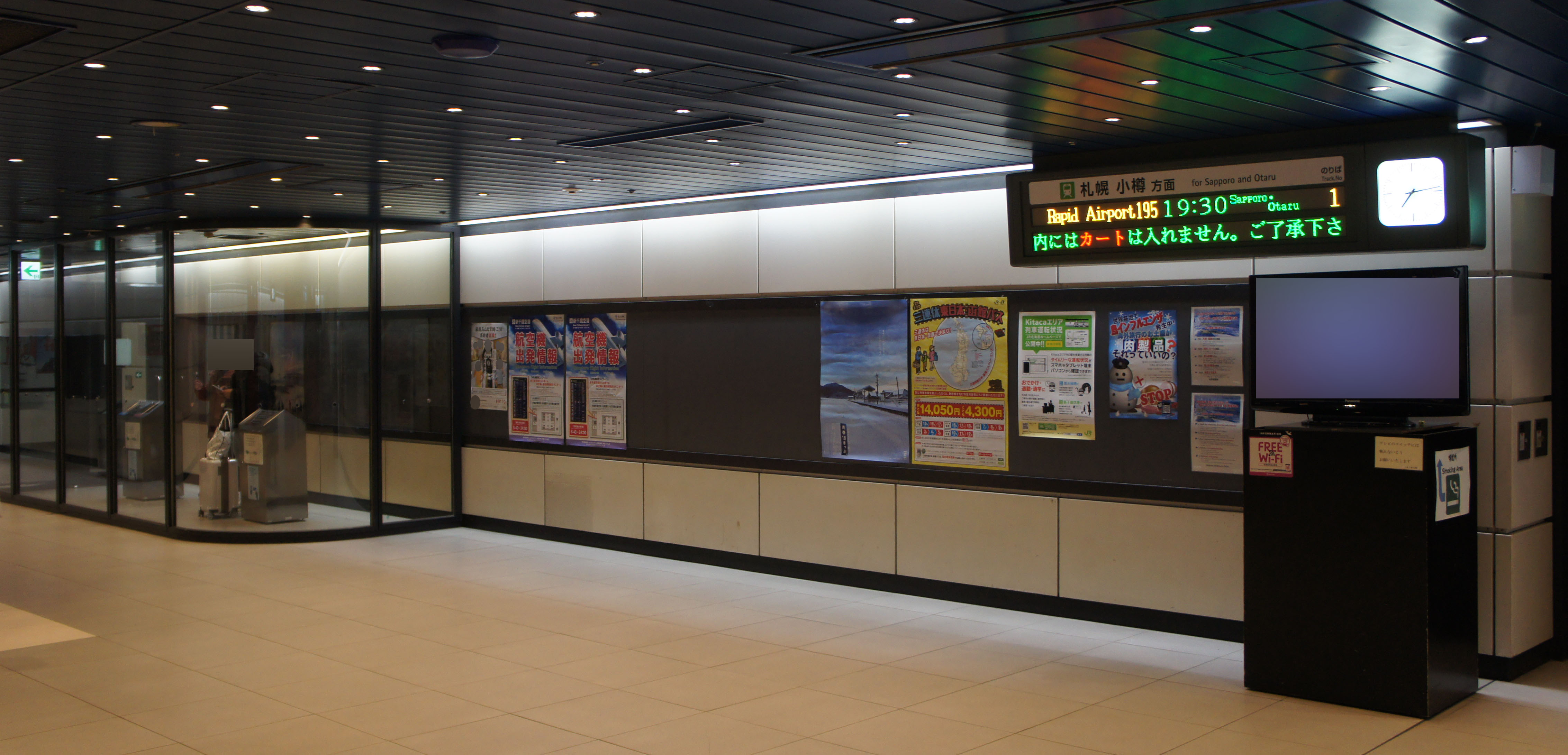
리뉴얼 전의 대합실 내의 흡연소 및 발차 안내 전광판 (2017년 12월 촬영)
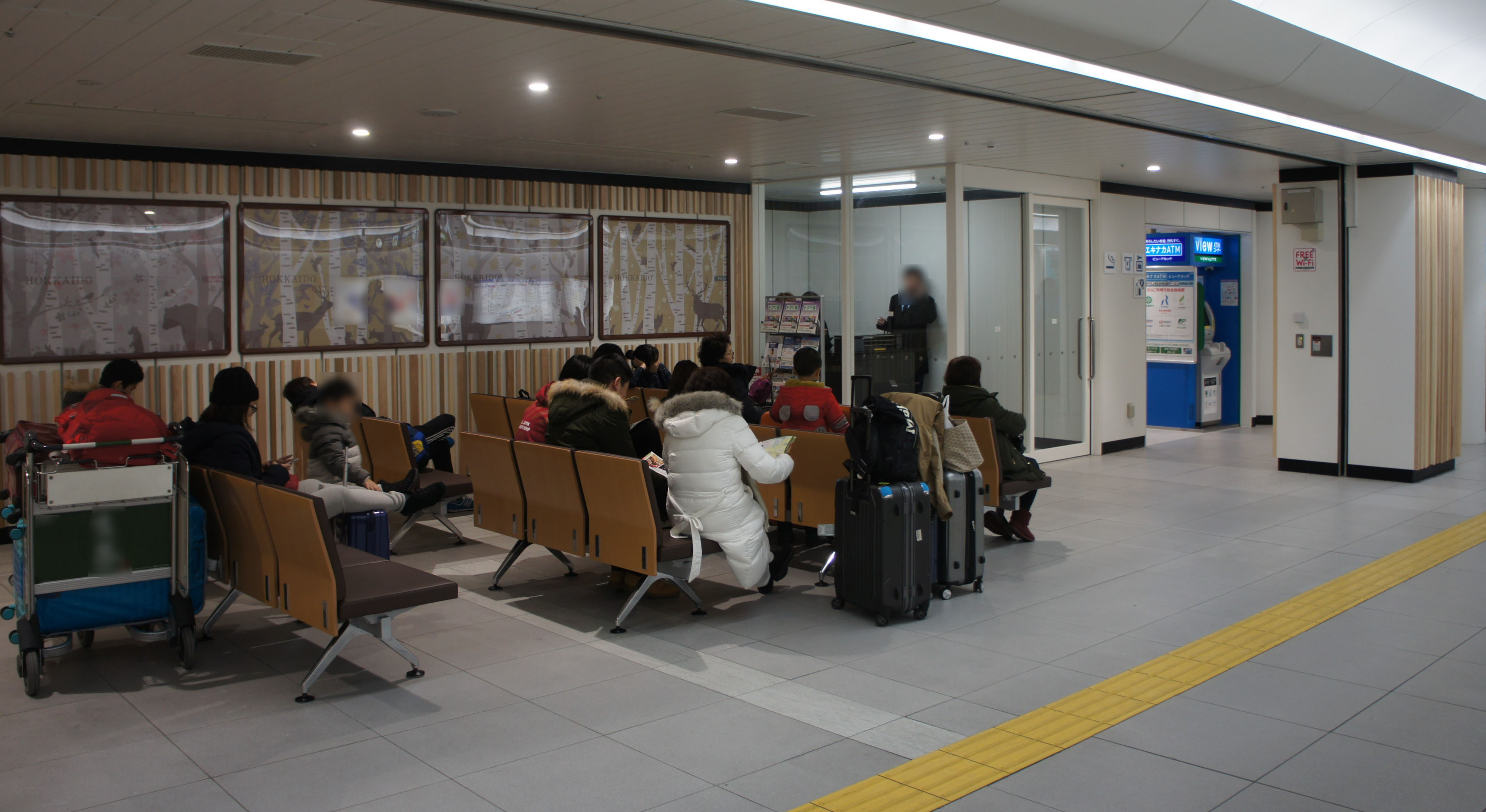
리뉴얼 후의 대합실 (2018년 12월 촬영)
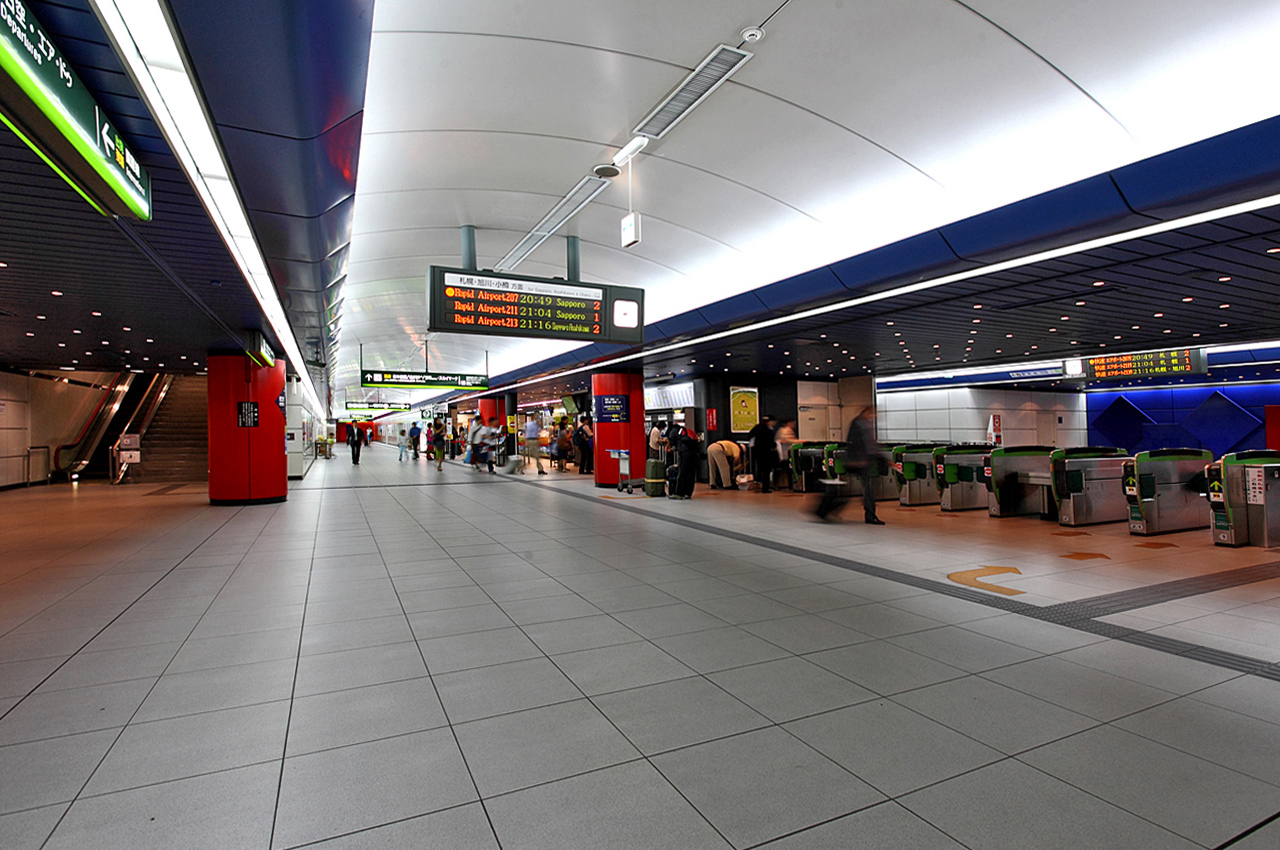
출발 로비로 향하는 에스컬레이터(왼쪽), 도착 로비에서 이어지는 콩코스와 개찰구(오른쪽) (리뉴얼 전, 2008년 7월 촬영)
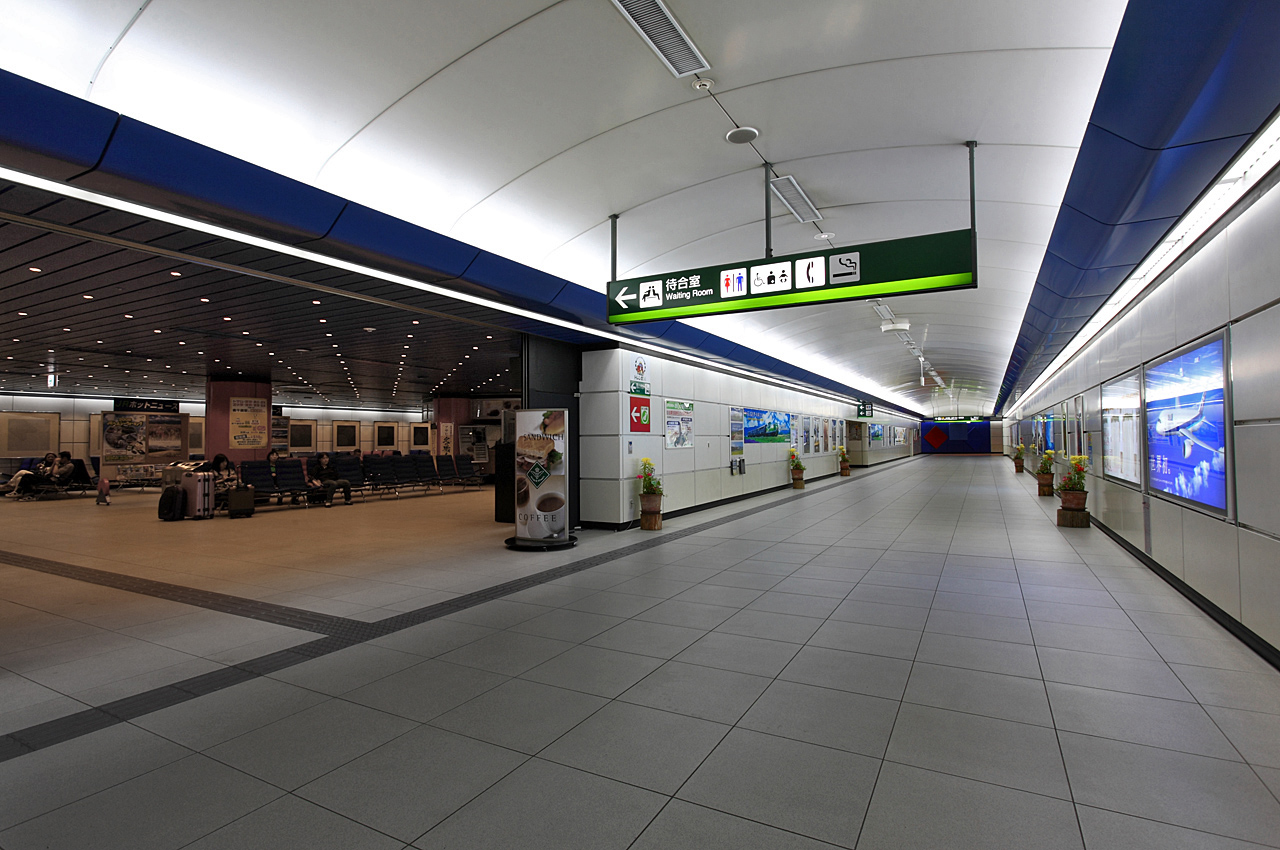
도착 로비 방향에서 바라본 콩코스와 대합실 (리뉴얼 전, 2008년 7월 촬영)
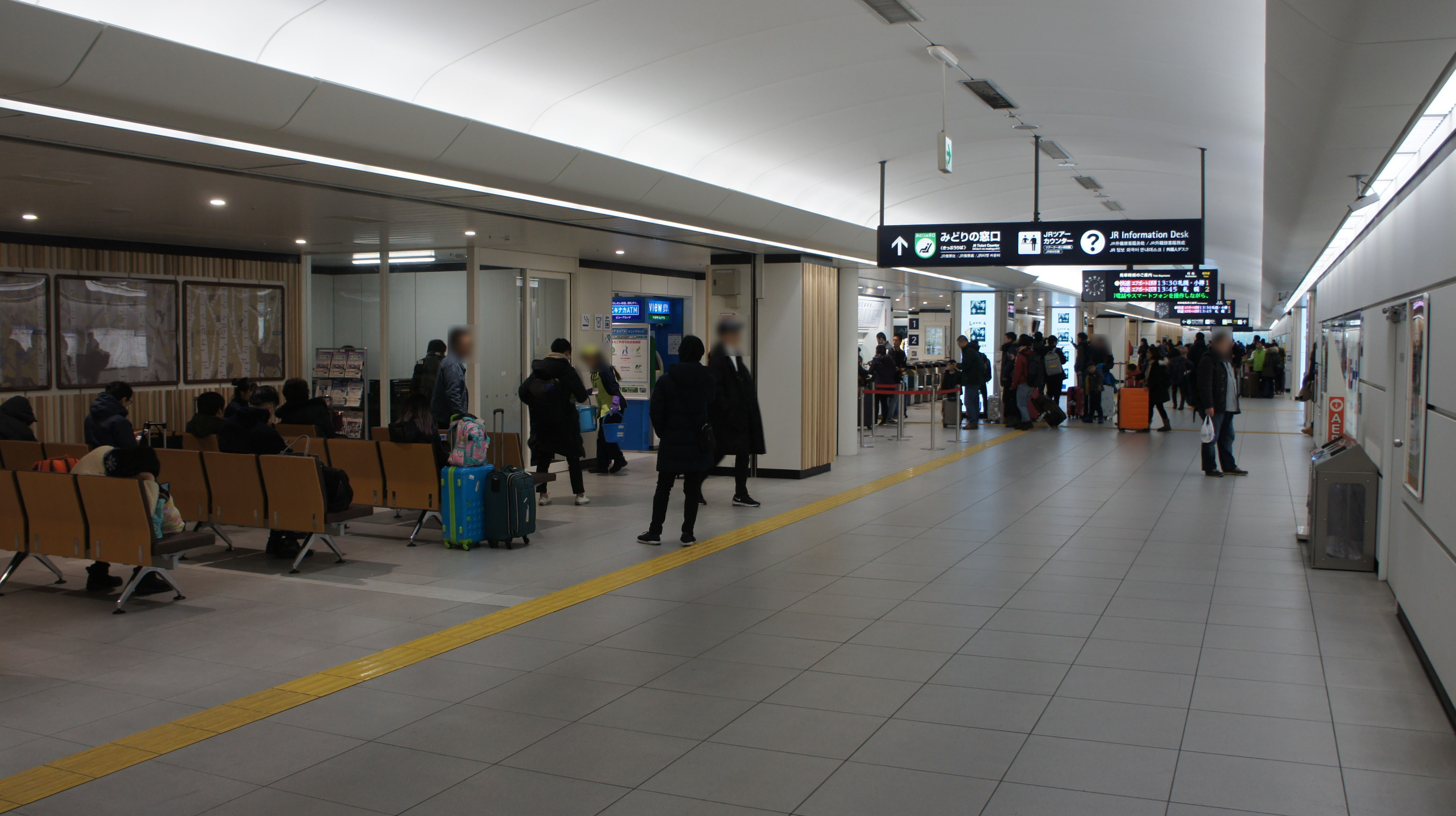
도착 로비 방향에서 바라본 콩코스 (2018년 12월 촬영)
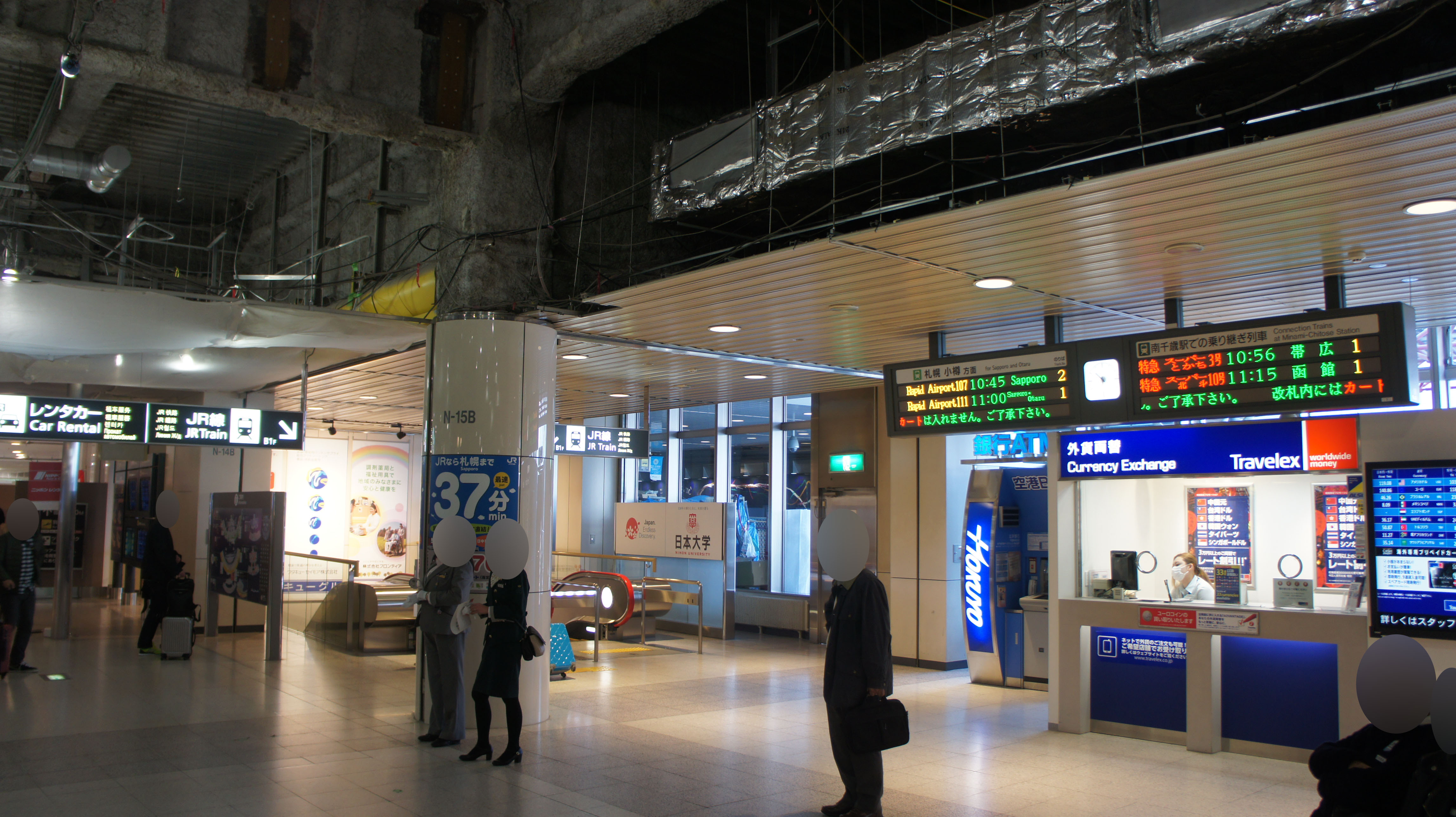
국내선 도착 로비에 설치되어 있는 이 역의 열차 발차 시각 및 미나미치토세 역의 환승 안내를 표시하는 전광판 (2017년 11월 촬영)
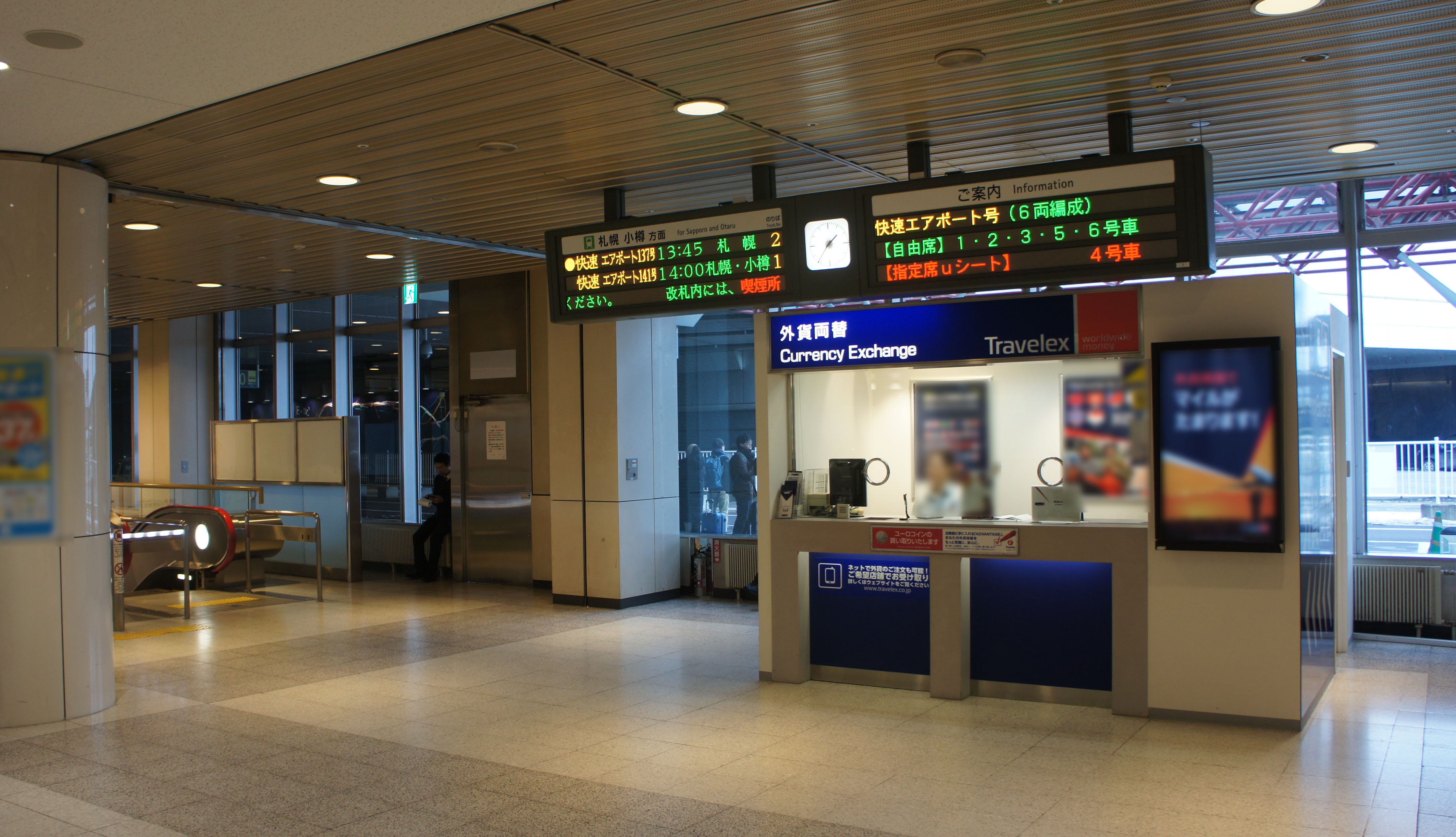
국내선 도착 로비에 설치되어 있는 이 역의 열차 발차 시각 및 이용 안내를 표시하는 전광판 (2018년 12월 촬영)
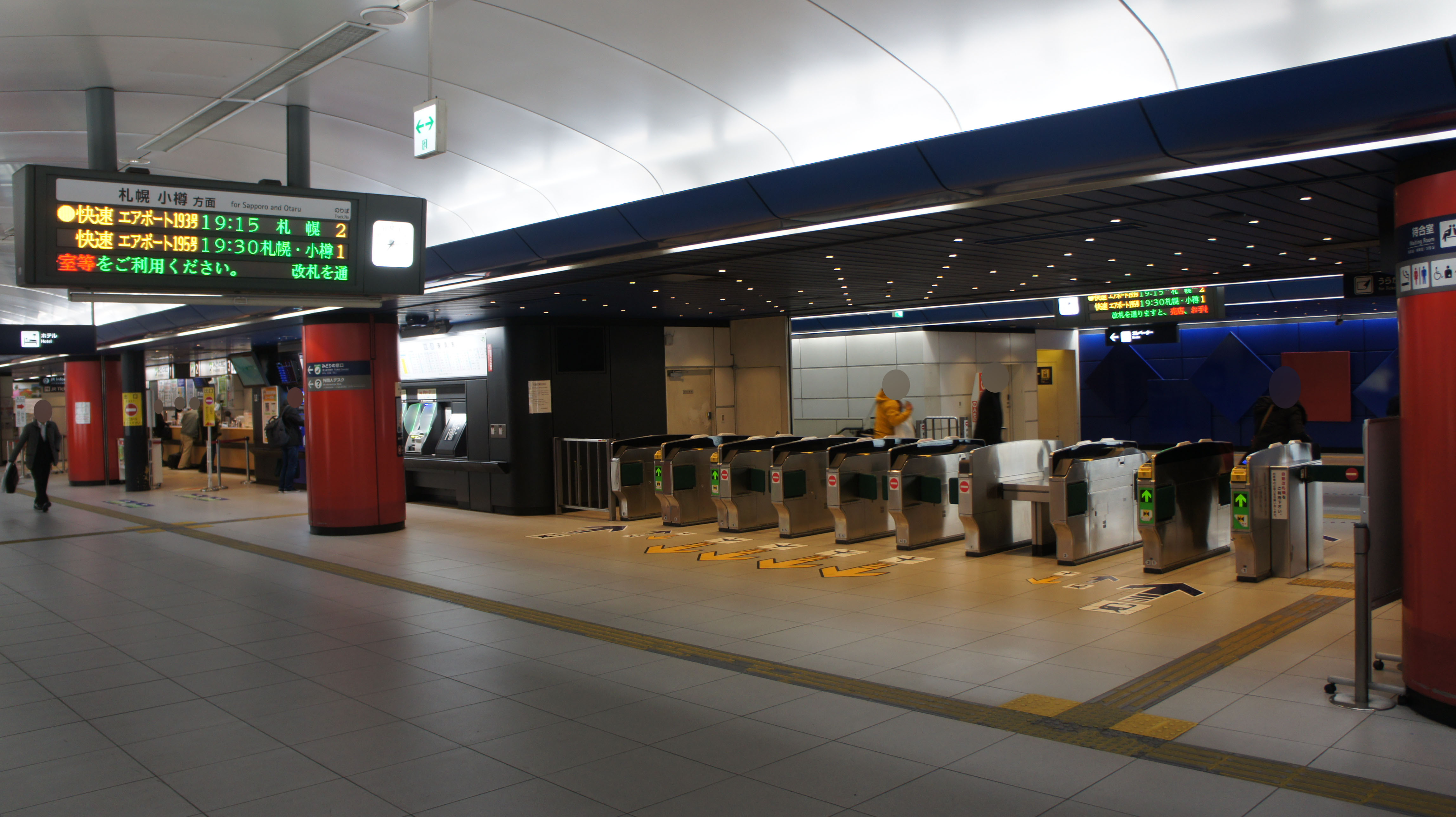
리뉴얼 전의 개찰구 (2017년 12월 촬영)
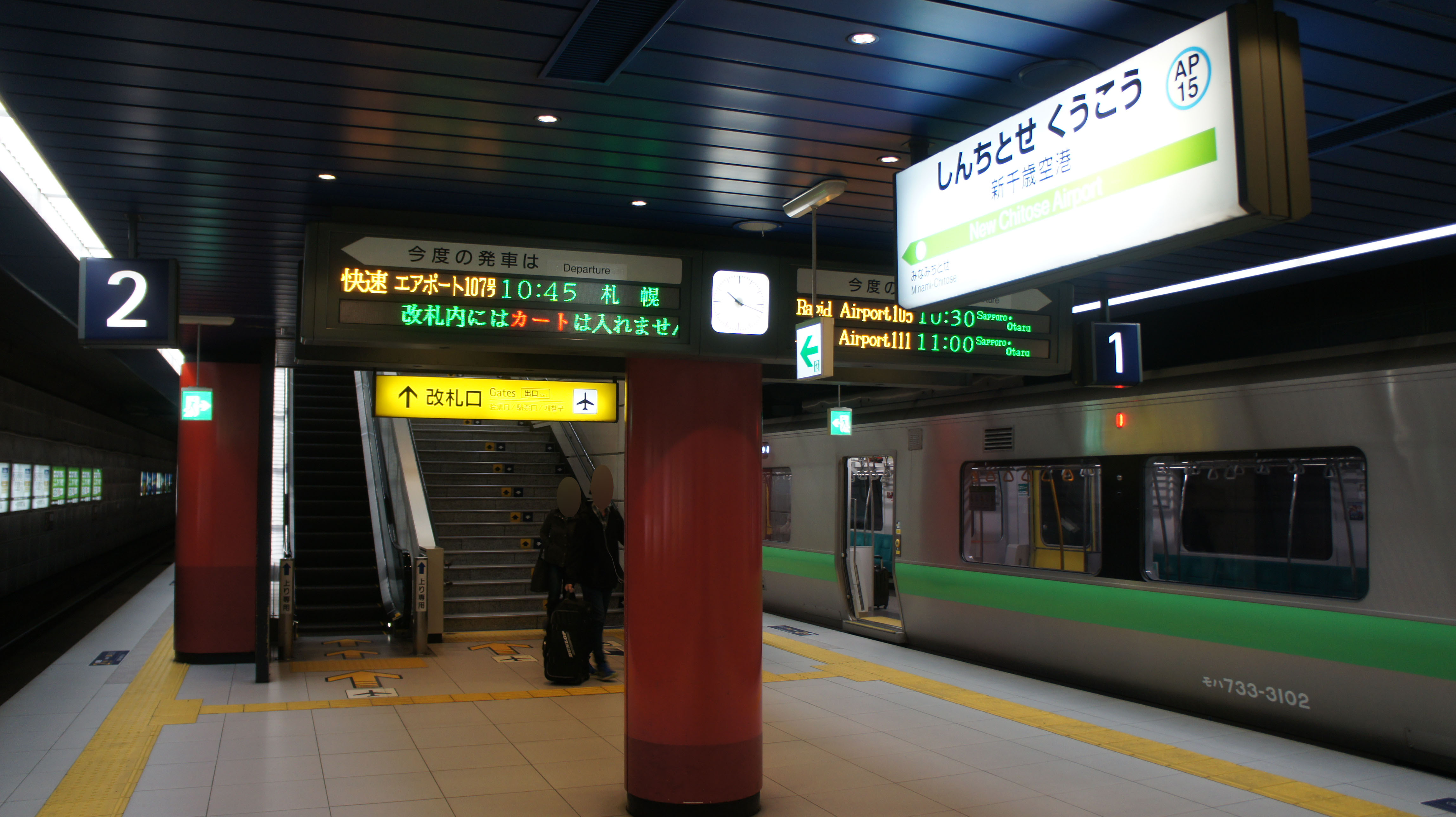
승강장 (2017년 11월 촬영)
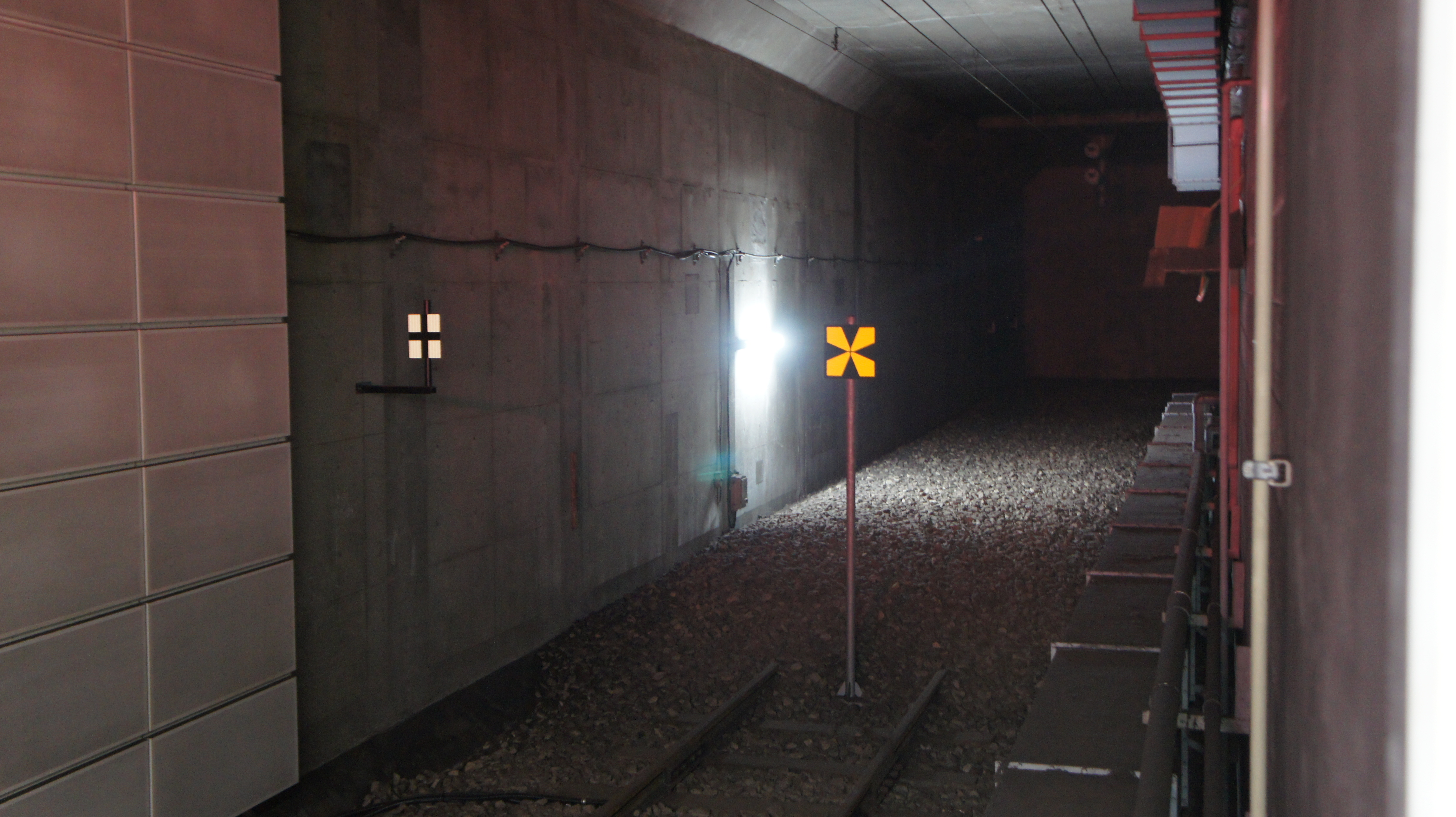
차량 궤도 이탈 방지 장치 (2017년 11월 촬영)
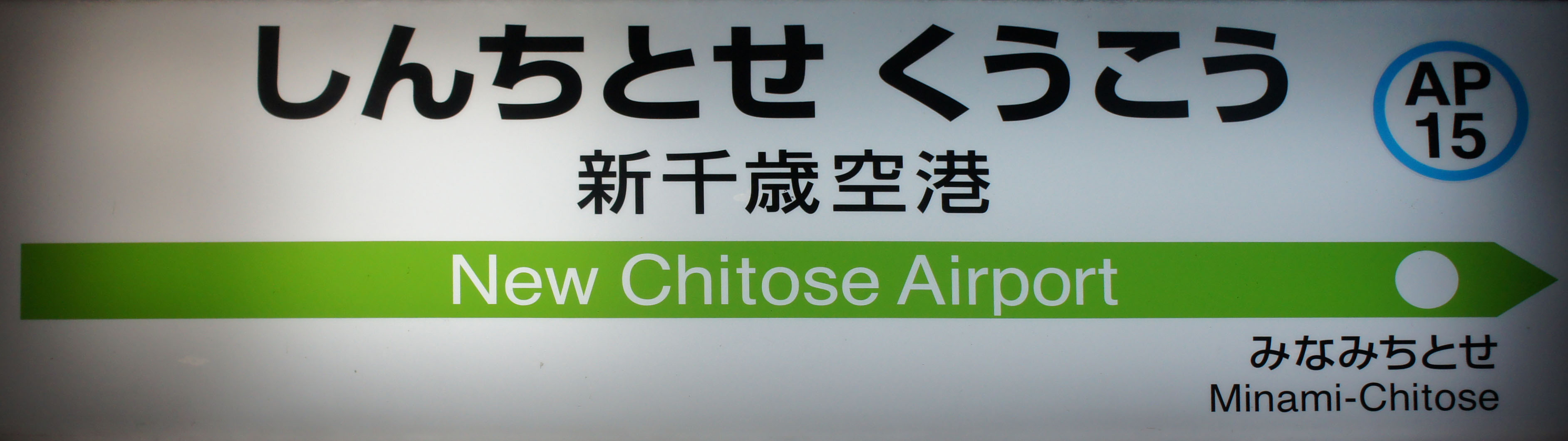
역명판 (2017년 11월 촬영)

## 이용 상황
2017년의 1일 평균 승차 인원은 17,096명이다. 2015년에는 신삿포로역을, 2016년에는 데이네역을 제치고 JR 홋카이도의 역별 승차 인원에서 삿포로역에 이어 2번째로 많은 역이 되었다.
근년의 승차 인원의 추이는 아래와 같다. 2011년부터 2015년까지는 연간(단위는 천명), 2016년 이후는 1일 평균(단위는 명)의 승차 인원 데이터이다.
덧붙여, 2015년의 1일 평균 승차 인원은 15,066명이다.
| 연도   | 승차 인원 | 출처  |
| ------ | --------- | ----- |
| 2011년 | 4,250     | [ 5 ] |
| 2012년 | 4,672     | [ 5 ] |
| 2013년 | 4,912     | [ 5 ] |
| 2014년 | 5,141     | [ 5 ] |
| 2015년 | 5,514     | [ 5 ] |
| 2016년 | 16,121    | [ 4 ] |
| 2017년 | 17,096    | [ 4 ] |

## 에키벤
주요 판매 에키벤은 아래와 같다.
- 마아루이오무스비(まあるいおむすび)
- 가니이나리(かにいなり)
- 엔무스비(円むすび)
- 오무스비 벤토(おむすび弁当)
- 니비 이카메시(2尾いかめし)
- 가니이쿠라(カニイクラ)
- 사케이쿠라(さけイクラ)
- 사자나미 벤토(さざなみ弁当)
- 다라바가니이나리(たらば蟹いなり)
- 이시카리즈시(石狩鮨)
- 기타노 사케카니갓센(北の鮭蟹合戦)
- 가이센카마메시(海鮮釜めし)
- 이쿠라 이시카리즈시(いくら石狩鮨)
- 가니메시(かにめし)
- 홋카이카이센치라시(北海海鮮ちらし)
- 이쿠라뉴즈와이카니치라시즈시(いくら入ずわい蟹ちらし鮨)
- 즈와이오시즈시(ズワイ押鮨)
- 사케이쿠라 벤토(鮭いくら弁当)
- 기타노우미사치즈쿠시(北の海幸づくし)
- 시다이사몬타베쿠라베(四大サーモン食べ比べ)
- 다이료요쿠바리 벤토(大漁よくばり弁当)
- 다라바가니 스시(たらば蟹鮨)

## 역 주변
- 신치토세 공항

## 인접역
| 홋카이도여객철도 ■지토세 선 공항지선  | 홋카이도여객철도 ■지토세 선 공항지선 | 홋카이도여객철도 ■지토세 선 공항지선 |
| ------------------------------------- | ------------------------------------ | ------------------------------------ |
| H14 미나미치토세 삿포로 · 오타루 방면 | ● 쾌속 "에어포트" ● 보통             | 시·종착역                            |

### 내용주
1. ↑  개업 당초에는 영어 표기가 “Shin-chitosekūkō”였으나 2002년에 현재의 표기로 변경되었다.

### 보도 발표 자료
1. ↑  “外国人インフォメーションデスク 開設10周年企画の実施について” [외국인 인포메이션 데스크 개설 10주년 기획의 실시에 대하여] (PDF) (보도 자료) (일본어). 홋카이도여객철도. 2015년 12월 16일. 2019년 7월 30일에 확인함.
2. ↑  “新千歳空港駅が開業25周年” [신치토세쿠코 역이 개업 25주년]. 《도마코마이 민보》 (일본어) (도마코마이 민보사). 2005년 10월 3일. 2013년 5월 15일에 원본 문서에서 보존된 문서. 2019년 7월 30일에 확인함.
3. ↑  “駅番号表示（駅ナンバリング）を実施します” [역 번호 표시(역 넘버링)을 실시합니다] (PDF) (보도 자료) (일본어). 홋카이도여객철도. 2007년 9월 12일. 2007년 9월 30일에 원본 문서 (PDF)에서 보존된 문서. 2019년 7월 30일에 확인함.
4. ↑  “Kitacaサービス開始日決定について 〜お待たせしました。いよいよＫｉｔａｃａデビューです！〜” [Kitaca 서비스 개시일 결정에 대하여 ~오래 기다리셨습니다. 드디어 Kitaca 데뷔입니다!~] (PDF) (일본어). 홋카이도여객철도. 2008년 9월 10일. 2019년 7월 30일에 확인함.
5. ↑  “「Kitaca・Suica相互利用」 スタート記念セレモニー” [＜Kitaca • Suica 상호 이용＞ 스타트 기념 세리머니] (PDF) (보도 자료) (일본어). 홋카이도여객철도. 2009년 3월 9일. 2019년 7월 30일에 확인함.
6. 1 2  “新千歳空港駅リニューアル工事の完了について” [신치토세쿠코 역 리뉴얼 공사의 완료에 대하여] (PDF) (보도 자료) (일본어). 홋카이도여객철도. 2018년 12월 12일. 2018년 12월 18일에 원본 문서 (PDF)에서 보존된 문서. 2019년 8월 1일에 확인함.
7. 1 2  “開駅以来２６年ぶり ＪＲ新千歳空港駅リニューアル” [개역 이래 26년만  JR 신치토세쿠코 역 리뉴얼]. 《닛테레NEWS24》 (일본어) (닛폰 TV 방송망). 2018년 12월 26일. 2018년 12월 26일에 원본 문서에서 보존된 문서. 2019년 8월 7일에 확인함.
8. 1 2  “急増する訪日外国人のお客様に対応するため新千歳空港駅をリニューアルします！” [급증하는 방일 외국인의 고객에 대응하기 위해 신치토세쿠코 역을 리뉴얼합니다!] (PDF) (일본어). 홋카이도여객철도. 2018년 3월 14일. 2018년 3월 18일에 원본 문서 (PDF)에서 보존된 문서. 2019년 8월 7일에 확인함.

### 신문 기사
1. 1 2 3  “新千歳空港、とんだお粗末計画-62年末完成の連絡誘導路が、JR新線の工法変更で再び掘り返しへ” [신치토세 공항, 엄청난 허술한 계획 - 62년 미완성의 연락 유도로가, JR 신선(新線)의 공법 변경으로 다시 파내]. 《홋카이도 신문》 (일본어). 조간. 1988년 10월 14일. 27면.
2. ↑  “千歳空港駅-新空港ビル JRが新線建設申請” [치토세쿠코 역 ~ 신 공항 빌딩  JR이 신선 건설 신청]. 《홋카이도 신문》 (일본어). 조간. 1987년 11월 7일. 6면.
3. ↑  “JR新線が着工、千歳空港駅-新空港ビル” [JR 신선이 착공, 치토세쿠코 역 ~ 신 공항 빌딩]. 《홋카이도 신문》 (일본어). 석간. 1988년 9월 26일. 4면.
4. ↑  “JR北海道、新千歳空港駅の内装デザインをデンマーク国鉄と共同制作” [JR 홋카이도, 신치토세쿠코 역의 내관 디자인을 덴마크 국철과 공동 제작]. 《홋카이도 신문》. 석간. 1991년 1월 15일. 25면.
5. ↑  “JR新千歳空港の新駅、乗り入れに加算運賃申請-7月開業、1日58往復に” [JR 신치토세 공항의 신 역, 운행에 가산 운임 신청 - 7월 개업, 1일 58왕복으로]. 《홋카이도 신문》. 조간. 1992년 3월 17일. 1면.
6. ↑  “JR新千歳空港駅乗り入れ、加算運賃を承認－運輸審” [JR 신치토세쿠코 역 운행, 가산 운임을 승인–운수심]. 《홋카이도 신문》 (일본어). 조간. 1992년 3월 25일. 22면.
7. ↑  “外国人案内所など一部開業” [외국인 안내소 등 일부 개업]. 《고쓰 신문》 (일본어) (고쓰 신문사). 2018년 9월 6일. 4면.
8. ↑  “JR値上げ 最大31.8% 平均11.1%運賃改定を申請” [JR 인상 최대 31.8% 평균 11.1% 운임 개정을 신청]. 《홋카이도 신문》 (일본어). 조간. 2019년 5월 11일. 1면.
9. ↑  “新千歳空港駅の乗車 手稲駅抜き２位 外国人客増で” [신치토세쿠코 역의 승차  데이네 역을 제치고 2위  외국인객 늘어나]. 《홋카이도 신문》 (일본어) (홋카이도 신문사). 도신 전자판. 2017년 8월 13일. 2017년 8월 13일에 원본 문서에서 보존된 문서. 2019년 8월 8일에 확인함.